# 汪一中
汪一中（1515年—1561年），字正叔，號南華，直隸徽州府歙縣潜川人，明朝政治人物。

## 生平
正德十年（1515年）出生。嘉靖十六年（1537年）丁酉科順天府鄉試第十六名舉人，嘉靖二十三年（1544年）甲辰科會試第十七名，三甲136名進士。授開封府推官，二十七年擢升刑部主事，丁外艰，三十年辛亥服阕，补原职，改工部主事，升都水司郎中，三十七年官至江西按察司副使。嘉靖四十年（1561年）盜起湖西諸郡，泰和巡檢劉芳力戰而死，一中至，率諸將吏致祭，誓師滅賊，賊至，左右軍皆潰，一中躍馬當賊鋒，與指揮王應鵬、千戶唐鼎皆戰死。朝廷追贈光祿寺卿，諡忠愍。妻程氏亦不食五日死。

## 著作
著有《南華山房集》，已不傳。

## 家族
曾祖汪隆勝；祖父汪福琛；父汪文顯（1478年-1548年），封開封府推官，贈工部郎中；母方氏，封太宜人。具庆下。兄一贯。弟一誠（监生）

## 延伸阅读
[在维基数据编辑]
 《國朝獻徵錄·卷之八十六》，出自焦竑《國朝獻徵錄》
 《明史卷二百九十》，出自《明史》